# پارک استانی دایناسور

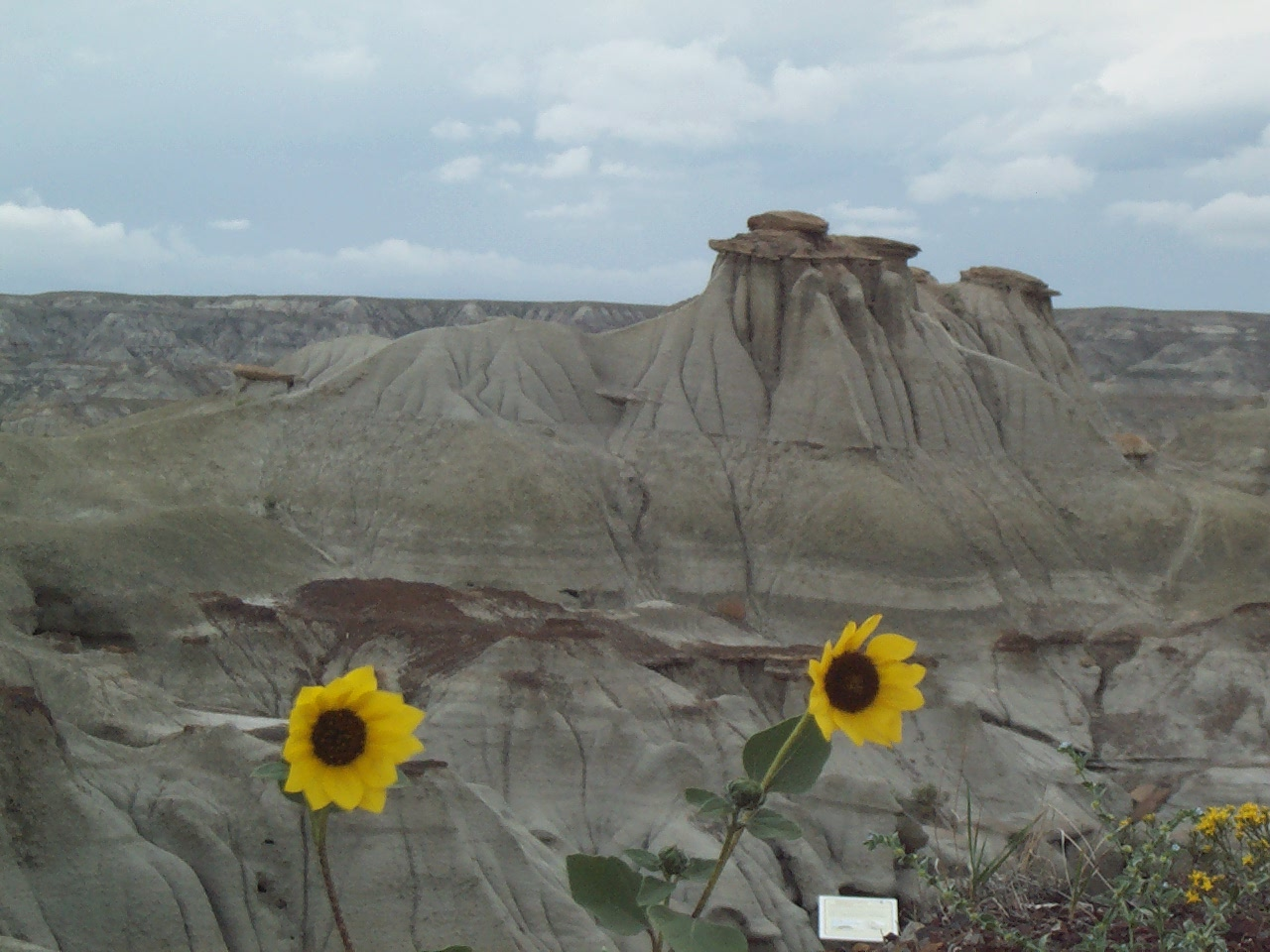
تپه‌های موجود در پارک

پارک استانی دایناسور یک مرکز میراث جهانی یونسکو است که در استان آلبرتای کانادا واقع شده است. این پارک شامل یکی از مهم‌ترین و غنی‌ترین ذخایر فسیل‌های دایناسورهاست که تاکنون کشف شده است. تاکنون فسیل حدود ۳۵ گونه دایناسور در این پارک یافت شده است که قدمت آن‌ها به حدود ۷۵ میلیون سال پیش می‌رسد.
در حدود ۷۵ میلیون سال پیش این منطقه دارای آب و هوای نیمه‌گرمسیری بوده است. در عصر یخبندان (حدود ۱۵٬۰۰۰ سال پیش) یخساری با قطر تقریبی ۶۰۰ متر در این پارک وجود داشته است. ذوب شدن یخ‌ها در نهایت این منطقه را تبدیل به یک بدبوم کرده است.
در سال ۱۹۸۵ موزهٔ سلطنتی دیرینه‌شناسی تایرل به‌منظور کمک به مطالعات انجام‌شده در پارک، در نزدیکی آن ساخته‌شد.

## نگارخانه

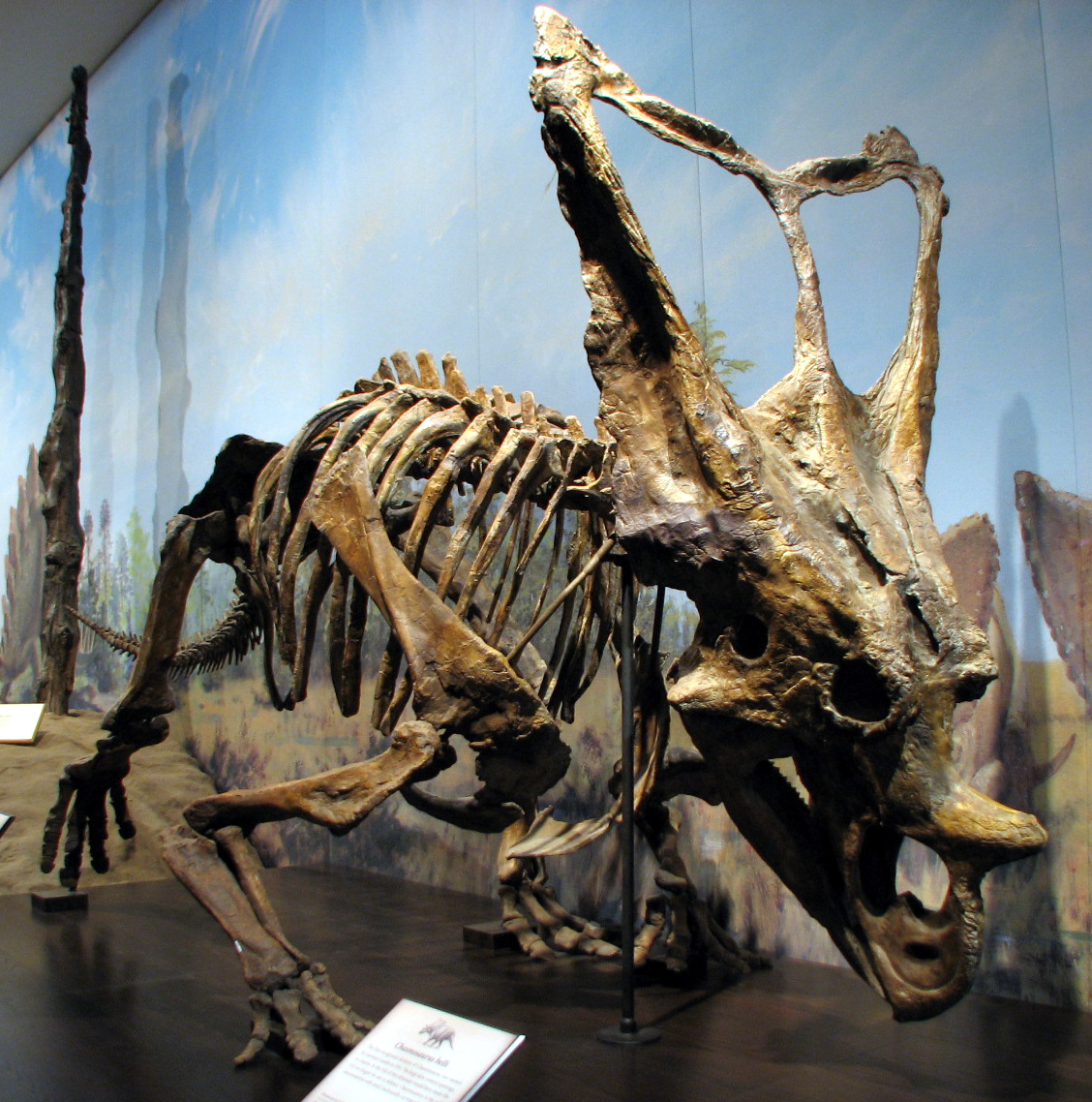
فسیل کزموسور، کشف‌شده در پارک، موزه دیرینه‌شناسی سلطنتی تایرل
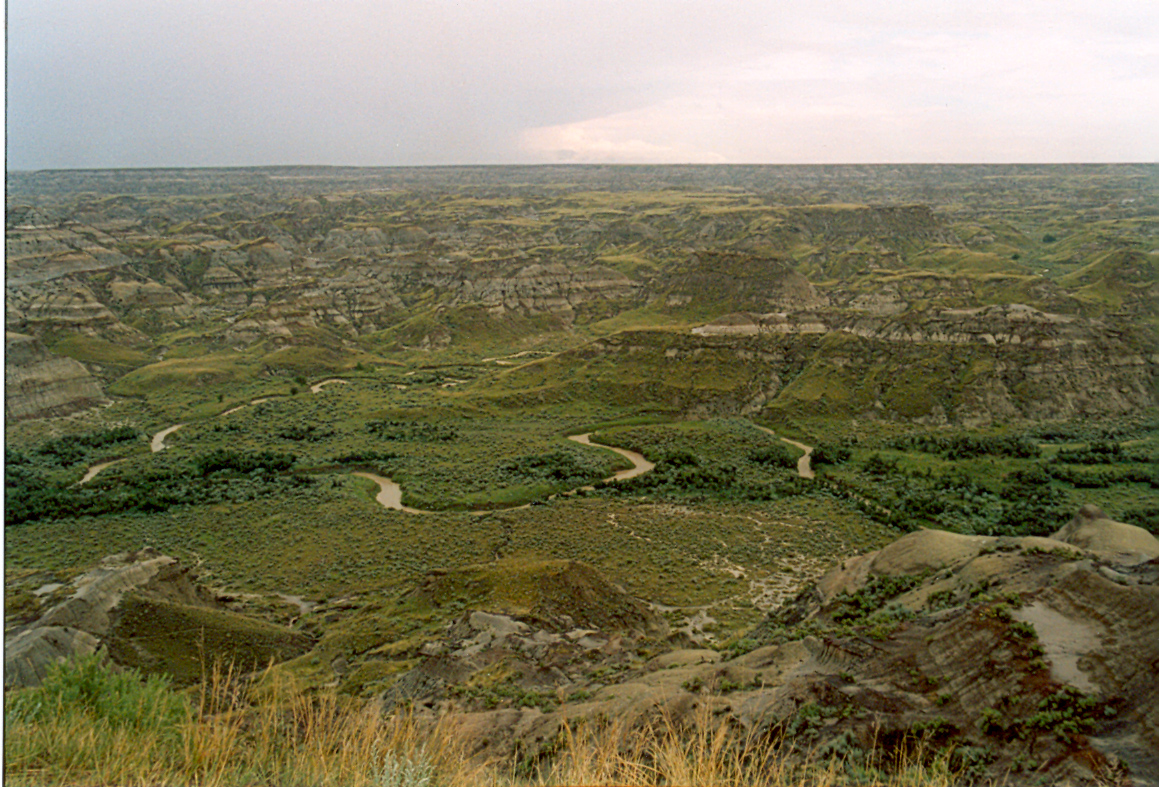
بدبوم موجود در ورودی پارک
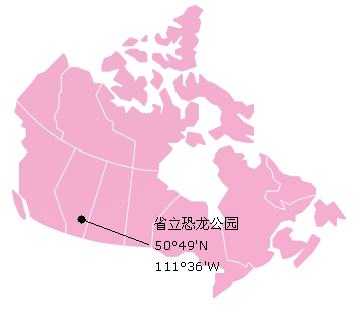
موقعیت پارک در کشور کانادا